# シグナス CRS OA-4
シグナス CRS OA-4 (Cygnus CRS OA-4) はオービタル・サイエンシズ社がNASAとの商業補給サービス契約に基づいて打ち上げた国際宇宙ステーション（ISS）用無人宇宙補給機である。オービタル・サイエンシズCRSフライト4とも呼ばれる。シグナス宇宙船の4号機で、ISSに到達した3番目の機体である。アンタレスロケットがシグナス CRS Orb-3打ち上げ時に故障・失敗したことを受け再設計されることになったため、OA-4ではアトラス Vで打ち上げられることになった。これに伴い、射場がワロップス飛行施設からケープカナベラル空軍基地に移っている。打ち上げは2015年12月3日の予定であったが、悪天候のため3回に渡って順延され、2015年12月6日21時44分（UTC）に打ち上げられた。打ち上げ時重量は 7,492キログラム (16,517 lb)で、アトラス Vで打ち上げられた最も重いペイロードになった。2015年12月9日にISSと会合した。2016年2月19日にISSから分離され、2月20日16時 UTC頃に軌道を離脱した。

## 機体

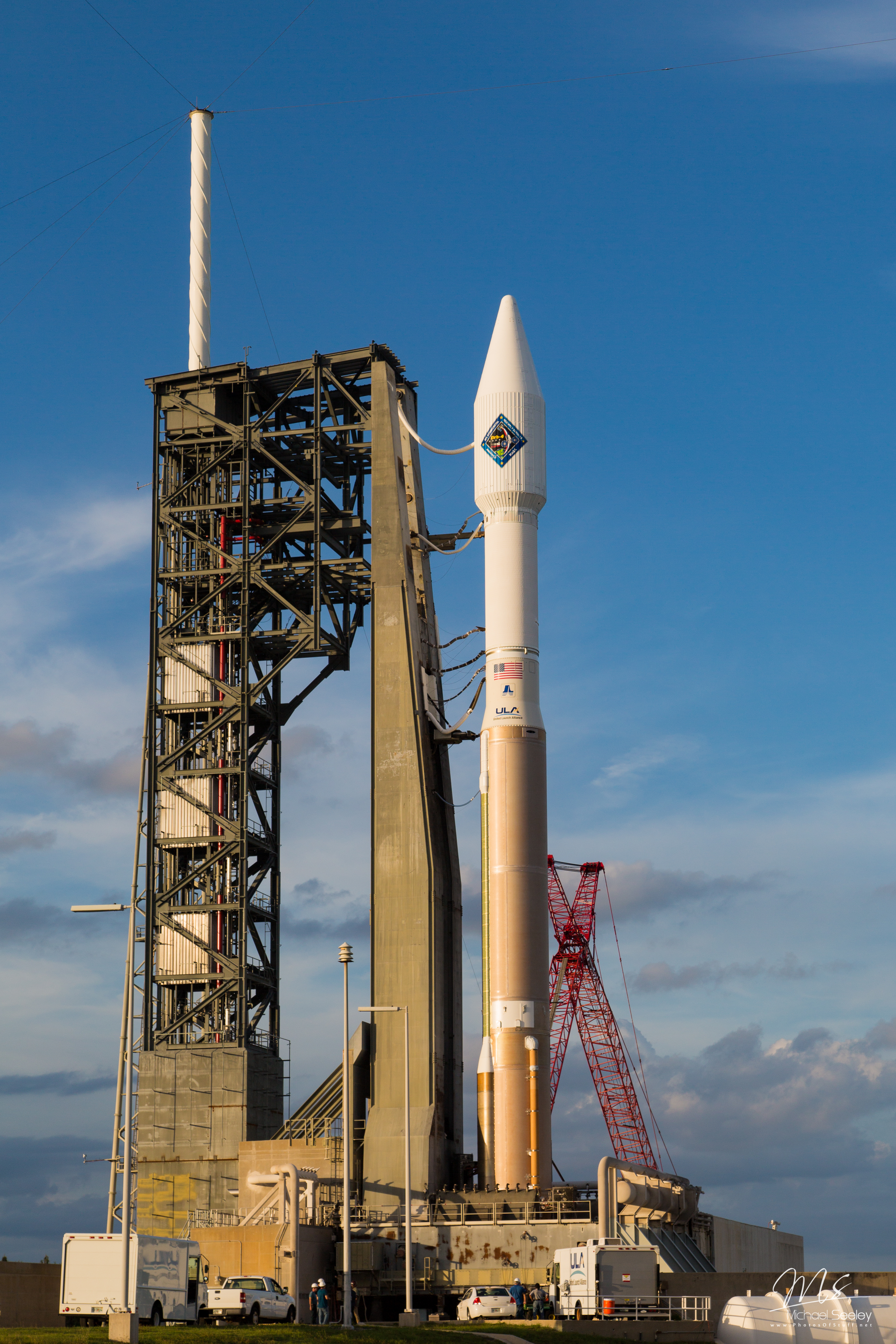
シグナスを搭載したアトラス Vロケット

OA-4 はオービタル・サイエンシズ社がNASAと締結した商業補給サービス契約で定められた8回のうち4回目となるフライトで、シグナス拡張型の初飛行であった。当初打ち上げ予定日は2015年4月1日であった。アトラス Vはコンフィギュレーション401（フェアリング径 4メートル、固体ブースターなし、上段のセントールはエンジン1基の構成）でケープカナベラル空軍基地第41発射施設から打ち上げられた。
オービタル・サイエンシズ社の慣例に従い、宇宙機は Deke Slayton II と名付けられた。これは1993年に亡くなったマーキュリー・セブンの一人、ドナルド・スレイトン宇宙飛行士に因んでおり、2014年10月に打ち上げに失敗した Orb-3 から引き継いだものである。

## 打ち上げ要目
このミッションは3,500キログラム (7,700 lb)以上の補給物資を輸送できるシグナス拡張型の初飛行であった。
貨物積載量: 3,349キログラム (7,383 lb)
- 補給品: 1,181キログラム (2,604 lb)
  - クルー・ケア・パッケージ（本、CD、嗜好品など）
  - 飛行手順書
  - 食品
- 機体装置類: 1,010キログラム (2,220 lb)
  - クルー健康管理システム
  - 環境制御・生命維持装置
  - 電力システム
  - 船外活動ロボット装備品
  - フライトクルー装備品
  - PL設備
  - 構造・機械設備（日本実験棟 きぼう のシステム部品等）
  - 内部熱制御システム
- 科学研究用機材: 847キログラム (1,867 lb)
  - スペース・オートメーテッド・バイオ・ラボ（Space Automated Bio Lab, SABL)
培養細胞や細菌などの微生物の研究を支援する生命科学実験設備
  - 小型衛星投入装置および小型衛星
  - NASAのLONESTAR実験装置（小型衛星 AggieSat4 と Bevo-2 を含む[14]）
    - AggieSat4
テキサスA&M大学 工学科の学生が製作した小型衛星で、超小型衛星 Bevo-2 を内蔵している
    - Bevo-2
テキサス大学オースティン校 工学科およびコンピュータ科学科の学生が設計・製作した超小型衛星

  - 気体と液体の挙動に関する実験装置
  - 溶鋼の熱物性に関する実験装置
  - 耐炎性繊維の評価装置
  - JAXA 関連の科学研究用機材[15]
    - 静電浮遊炉（Electrostatic Levitation Furnace: ELF）の一部
    - 中型曝露実験プラットフォーム（i-SEEP）
    - 微生物動態に関する研究（Microbe-IV）の実験用品
    - マランゴニ実験[16]の実験用品
- コンピューター関連: 87キログラム (192 lb)
  - コマンド・データ操作装置
  - 写真/映像装置
- 宇宙遊泳用機材: 230キログラム (500 lb)
  - 新型セルフレスキュー用推進装置 (SAFER)
  - 船外活動ユニット パーツ類（脚部、手袋、安全索、バッテリー等）
  - エアロック冷却系統の部材

梱包材等を含んだ総重量: 3,513キログラム (7,745 lb)